# De Clerque Wissocq

Wapen van de familie de Clerque Wissocq de Sousberghe

De Clerque Wissocq was een Zuid-Nederlandse adellijke familie.

## Geschiedenis
- De familie de Clerque werd in 1641 in de persoon van Liévin de Clerque voor het eerst met officiële adelverheffing vereerd.
- In 1659 werd de heerlijkheid Wissocq, gelegen in Artesië en eigendom van Ignace de Clerque, verheven tot burggraafschap. Deze Liévin kocht het domein van Wieze aan, het geografische zwaartepunt van de familie aldus verleggend van Artesië naar Oost-Vlaanderen.

Auguste de Clerque, burggraaf van Wissocq en heer van Sousberghe, getrouwd met Marie-Françoise della Faille, was hoofd van de familie op het einde van de achttiende eeuw. Zijn hoofdverblijfplaats was, zoals van de meeste van zijn nazaten, de stad Gent.

## François de Clerque Wissocq
In 1795 werd bij het echtpaar in deze stad een zoon geboren, François Auguste Marie Corneille de Clerque Wissocq (Gent, 28 oktober 1795 - 20 juni 1847). In 1814, amper negentien, trouwde hij met de vier jaar oudere Eugénie della Faille d'Assenede (1791-1859), dochter van de Gentse burgemeester Joseph Sébastien della Faille d'Assenede en Marie-Colette d'Hane Steenhuyse. Ze kregen zes kinderen.
In 1816 werd François de Clerque erkend in de erfelijke adel met de titel burggraaf, overdraagbaar bij eerstgeboorte, en tevens benoemd in de Ridderschap van provincie Oost-Vlaanderen. In 1894 werd vergunning verleend om de Sousberghe aan de familienaam toe te voegen.
Het echtpaar woonde hoofdzakelijk in Gent maar had zijn zomerverblijf in het kasteel van Wieze in Lebbeke. In het kasteeldomein is een van de twee beelden van heraldische leeuwen bewaard met de wapenschilden van François de Clerque Wissocq en echtgenote Eugénie della Faille d’Assenede. Mogelijk sierden ze de toegangstrap van het vroeg-19de-eeuwse landhuis vooraleer te prijken op het balkon boven de ingang van het neo-Vlaamse-renaissancekasteel. Het kasteeldomein werd in 2000 beschermd.

## Nakomelingen
Hoewel het echtpaar de Clerque Wissocq - della Faille zes kinderen had, kwamen er maar weinig nakomelingen, allerminst naamdragers.
- Marie-Nathalie de Clerque Wissocq (1815-1890) trouwde met baron Amédée van Pottelsberghe (1810-1875), ondervoorzitter van de provincieraad van Oost-Vlaanderen.
- burggraaf Charles de Clerque Wissocq (1816-1867), trouwde in 1838 met barones Céline de Loën d'Enschede (1816-1856), dochter van Joseph Benoît de Loën d'Enschede, gouverneur van West-Vlaanderen (1815-1820).
  - Herminie de Clerque Wissocq (1843-1922), trouwde met burggraaf François de Nieulant en de Pottelsberghe (1840-1912).
  - Léon de Clerque Wissocq (1845-1875), trouwde met Berthe Maelcamp (1850-1932) 
    - burggraaf Robert de Clerque Wissocq de Sousberghe (1870-1910), burgemeester van Virelles, provincieraadslid voor Henegouwen, ongehuwd.
    - burggraaf Adrien de Clerque Wissocq de Sousberghe (1873-1945), trouwde met Madeleine de Villers de Waroux de Bouilhet et de Bovenistier (1881-1969)
      - burggraaf Léon de Clerque Wissocq de Sousberghe, jezuïet (1903-2006)
      - Marie-Anne de Clerque Wissocq de Sousberghe (1904-2016), religieuze

    - Christine de Clerque Wissocq (1874-1931), trouwde met baron René Pycke de Peteghem (1865-1930), burgemeester van Poeke.
- Ida de Clerque Wissocq (1818-1825).
- Virginie de Clerque Wissocq (1819-1894), trouwde met Jules de Kerchove d'Ousselghem (1811-1857).
- Auguste de Clerque Wissocq (1882-1884), trouwde met Marie-Hélène Pieters (1826-1905) en ze bleven kinderloos.
- Alfred de Clerque Wissocq (1822-1823).

In 2006 doofde de familie de Clerque Wissocq uit in de mannelijke lijn en in 2016 overleed de laatste naamdraagster. 
- De laatste telg in mannelijke lijn was burggraaf en jezuïet Léon de Clerque Wissocq de Sousberghe. Hij werd in 1903 geboren en overleed 103 jaar later in 2006. Hij kreeg bekendheid als etnograaf en antropoloog.
- De laatste naamdrager was Marie-Anne de Clerque Wissocq de Sousberghe, kloosterzuster in Engeland, die in 1904 werd geboren en sinds april 2015 de oudste Belgische persoon was. Zij overleed in het dorpje Pinner bij Londen op 12 februari 2016.
- De nazaten bevinden zich in de vrouwelijke lijnen:
  - in de families de Kerchove d'Ousselgem en de Kerchove d'Exaerde;
  - in de families de Nieuwlant de Pottelsberghe en d'Udekem d'Acoz.